# Ordnung (Biologie)
Rangstufen innerhalb des Systems der Lebewesen (ohne Zwischenstufen)
Die Ordnung (lateinisch ordo) ist eine Rangstufe der biologischen Systematik. Sie dient zur Einteilung und Benennung der Lebewesen (Taxonomie).
Bezüglich der Hauptstufen steht die Ordnung zwischen Klasse und Familie. Zusätzlich kann unmittelbar oberhalb der Ordnung eine Überordnung (superordo) und unmittelbar unterhalb eine Unterordnung (subordo) sowie Teilordnung (infraordo) vorhanden sein.

## Internationaler Code der Nomenklatur für Algen, Pilze und Pflanzen

### Botanik
In der Botanik leiten sich die wissenschaftlichen Ordnungsnamen von der Gattung der Typusart ab und enden auf -ales (zum Beispiel Asterales, abgeleitet von Aster). Die Endung führte John Lindley 1833 ein, durch George Bentham und William Jackson Hooker wurde sie 1862 etabliert.
Noch bei Carl von Linné (ordines naturales) und Antoine-Laurent de Jussieu bezeichnete die Ordnung eine Rangstufe oberhalb der Gattung und entsprach eher der heutigen Familie. Nachdem sich der Gebrauch der Familie eingebürgert hatte, wurde die Ordnung als nächsthöhere Rangstufe übernommen.
Zeitweise gab es alternative Rangstufenbezeichner wie nixus, cohors oder alliance. Von besonderer Bedeutung war der bis 1959 insbesondere in der deutschsprachigen Botanik verwendete und von Adolf Engler eingeführte Begriff „Reihe“. Diese Begriffe wurden zugunsten der Ordnung verworfen, entsprechend beschriebene Taxa gelten jedoch als gültige Ordnungen.

### Mykologie
Wie in der Botanik, wird in der Taxonomie der Pilze für Ordnungen die Endung -ales verwendet. Ein besonderes Kriterium für den Rang einer Ordnung ist nicht definiert, Ordnungen werden in der Regel anhand grundlegender gemeinsamer morphologischer Merkmale abgegrenzt. In jüngerer Zeit ist die Abgrenzung anhand gemeinsamer genetischer Marker (Phylogenomik) als wesentliche neue Methode hinzugekommen. Im Gegensatz zu Pflanzen oder Tieren ist bei Pilzen die Untersuchung fossiler Formen hingegen bedeutungslos. Als Ordnung definierte genetisch abgrenzbare Kladen sollten über eine ausreichende statistische Absicherung verfügen, um Stabilität der Namensverwendung sicherzustellen. Ordnungen sollten immer evolutionäre alte Linien (hohe Divergenzzeit, nach der Methode der molekularen Uhr) sein. In diesem Falle werden  monotypische Ordnungen (d. h. solche, die nur eine einzige Familie enthalten) gerechtfertigt.
Bei den Pilzen ist die Ordnung oft die wesentlichste Darstellungsebene.

## International Code of Zoological Nomenclature
In der Zoologie werden die Internationalen Regeln für die Zoologische Nomenklatur (ICZN) angewendet, wobei höhere Taxa (von der Unterordnung aufwärts) durch die Konvention nicht abgedeckt sind. Die Ordnung steht auch in der Zoologie zwischen den Hauptstufen der Klasse und der Familie, wobei direkt über der Familie als Ableitung noch die Überfamilie (lat. superfamilia) stehen kann.

## International Code of Virus Classification and Nomenclature
In der Virologie ist von den obigen Unterteilungen derzeit (Stand April 2020) nur die Unterordnung zulässig. Die Namensendungen sind -virales für Ordnungen und -virineae für Unterordnungen.

## Nachweise
- Gerhard Wagenitz: Wörterbuch der Botanik. Morphologie, Anatomie, Taxonomie, Evolution. 2., erweiterte Auflage. Nikol, Hamburg 2008, ISBN 978-3-937872-94-0, S. 226.